# Myotis elegans
Myotis elegans es una especie de murciélago de la familia Vespertilionidae.

## Distribución geográfica
Se encuentra en Belice, Costa Rica, El Salvador, Guatemala, Honduras, México y Nicaragua.